# Pokémon Mini
Pokémon Mini – miniaturowa konsola firmy Nintendo przeznaczona do gier o Pokémonach.
Jest to obecnie najmniejsza konsola z możliwością wymiany kartridży z grami. Wyposażono ją w urządzenie wibracyjne, czujnik wstrząsów oraz wbudowany zegar. Możliwe jest połączenie kilku urządzeń za pomocą podczerwieni dla gry bezprzewodowej. Konsola posiada monochromatyczny wyświetlacz LCD.

## Gry dla Pokémon Mini
- Pokémon Party Mini (kolekcja mini-gier dołączona do konsoli)
- Pokémon Pinball Mini (pinball)
- Pokémon Puzzle Collection (kolekcja gier logicznych)
- Pokémon Zany Cards (kolekcja gier karcianych)
- Pokémon Tetris (Tetris z Pokémonami, dostępny tylko po japońsku)
- Pokémon Race (gra wyścigowa)
- Pokémon Puzzle Collection 2 (kolekcja gier logicznych, 80 nowych zagadek)
- Pokémon Breeder (gracz opiekuje się młodym Pokémonem, jak np. Mudkip)
- Togepi's Great Adventure (zadaniem gracza jest wyprowadzić Togepi z wieży unikając pułapek)
- Pichu Bros. Mini (kolekcja minigier)
- Snorlax's Snacktime (dostępna jako minigra w grze Pokémon Channel, gracz musi karmić Snorlaxa zanim ten spróbuje zjeść Pichu)